# Бусо, Уриэль
Уриэль Менахем Бусо (ивр. אוּרִיאֵל מְנַחֵם בּוּסוֹ‎, родился 13 сентября 1973 года) — израильский политик, занимающий с 2023 года пост министра здравоохранения и член кнессета от партии Шас.

## Биография
Бусо родился девятым из десяти детей в религиозной семье, проживающей в городе Рамле. Его мать Хефциба — дочь мэра и главного раввина Рамлы Ицхака Абихациры, уроженца Марокко, которого обычно называют «Баба Хаки», а его отец — иммигрант из Аргентины, который учился в иешиве «Порат Йосеф».
8 февраля 2011 года Бусо был арестован вместе с мэром Петах-Тиквы Ициком Охаюном по подозрению в коррупции, а именно в получении взяток и сокрытии финансовых средств. В марте 2011 года израильские власти заявили, что у них есть достаточно оснований для их судебного преследования. Однако в 2013 году Госпрокуратура сняла обвинения, заявив, что не было достаточно доказательств правонарушения.
Бусо пережил покушение в 2014 году, когда под его автомобилем взорвалась бомба. В результате нападения никто не пострадал, так как в тот момент в автомобиле никого не было, но Бусо сказал, что был потрясен нападением и что ранее он не получал никаких угроз.
Бусо стал депутатом кнессета после того, как не смог быть избран на выборах 2019 или 2020 годов, но сменил ушедшего в отставку Арье Дери в соответствии с норвежским законодательством. 12 октября 2023 года он был назначен министром здравоохранения в рамках перестановок в кабинете министров, вызванных войной Израиля с ХАМАСОМ в 2023 году.

## Личная жизнь
Уриэль Бусо проживает в городе Петах-Тиква, женат, у него шестеро детей. В 2019 году его старший сын женился на церемонии, на которой присутствовали Ицхак Йосеф, Шломо Амар, Арье Дери и Юлий Эдельштейн. Он получил степень бакалавра права в академическом колледже Оно.